# Silvio Dissegna
Silvio Dissegna (ur. 1 lipca 1967 w Moncalieri, zm. 24 września 1979) – włoski Czcigodny Sługa Boży Kościoła katolickiego.

## Życiorys
Silvio Dissegna urodził się 1 lipca 1967 roku w Moncalieri. Był bardzo inteligentnym dzieckiem, pragnął zostać nauczycielem. W 1978 roku zachorował na raka kości. Dnia 21 maja 1978 roku przyjął sakrament bierzmowania. Kilkakrotnie wyjeżdżał do Paryża na konsultacje medyczne i leczenie. Codziennie swe cierpienie ofiarował w jakiejś konkretnej intencji. W 1979 roku Silvio stracił wzrok. Zmarł 24 września 1979 roku w opinii świętości. Miał 12 lat. 8 lutego 1995 arcybiskup Turynu – Kardynał Giovanni Saldarini – rozpoczął proces beatyfikacyjny i kanonizacyjny. 7 listopada 2014 papież Franciszek promulgował dekret o heroiczności jego cnót. Od tej pory przysługuje mu tytuł Czcigodnego Sługi Bożego.